# Manuel Chaparro Ruminot
Manuel Chaparro Ruminot (Chillán, 22 de enero de 1894 - Santiago de Chile, 26 de diciembre de 1953) fue un abogado y político chileno, diputado del Partido Regionalista de Magallanes. Hijo de Guillermo Chaparro White y Herminia Ruminot Orellana. Se casó con Marta Bitsch Saunders y tuvieron tres hijos.

## Estudios y trayectoria profesional
Estudió en el Liceo de Aplicación y Derecho en la Universidad de Chile; se tituló de abogado el 20 de noviembre de 1917; su tesis se llamó "Estudio económico-administrativo-social del territorio de Magallanes”.
Ejerció su profesión en Magallanes, donde fue juez, notario, profesor, regidor municipal, intendente. En 1919 fue secretario de la Gobernación; abogado y secretario procurador de la Junta de Alcaldes; miembro de la Junta de Educación.
Al subdividirse las tierras en la Isla Grande de Tierra del Fuego, en el sector de Springhill (en la actualidad Manantiales), obtuvo en arrendamiento la concesión de un lote fiscal, que denominó estancia Último Sendero.
En Magallanes fue miembro del Club Magallanes, Club Social, Rotary Club; Unión de Pequeños Ganaderos, de la cual fue su fundador; presidente honorario de la Federación Provincial Mutualista.

## Trayectoria política
En 1929 fue designado intendente de Magallanes; renunció el 30 de julio de 1931. Años más tarde, ocupó este mismo cargo, desde el 29 de octubre de 1953 hasta su muerte. Colaboró en la prensa con temas administrativos.
Militó en el Partido Regionalista de Magallanes y fue uno de sus fundadores en 1932. Fue secretario del presidente Carlos Ibáñez del Campo por más de dos años durante su primera administración.
Fue elegido diputado por la provincia de Magallanes, período 1933-1937; su elección se verificó el 5 de marzo de 1933 y se incorporó a la Cámara el 2 de mayo de ese año. Se presentó a la reelección en 1937, pero no fue elegido.
Llamado para ser ministro de Tierras y Colonización el 24 de diciembre de 1953, en el segundo gobierno de Carlos Ibáñez del Campo; sin embargo, no alcanzó a asumir ya que falleció en Santiago el 26 de diciembre de 1953. 